# B402 (België)
De B402 is een korte verbindingsweg (bretelle) in de Belgische stad Gent. De weg verbindt de E40/A10 met de Gentse Ring R4, en is eveneens de toegangsweg tot Flanders Expo.
De weg is ongeveer anderhalve kilometer lang en ligt op het grondgebied van het voormalig Vliegveld Sint-Denijs-Westrem. De weg draagt als straatnaam Adolphe Pégoudlaan, een verwijzing naar de Franse stunt- en gevechtspiloot Adolphe Pégoud, die er als eerste een succesvolle looping uitvoerde. De weg sluit op de E40/A10 aan op afrit 14 (Sint-Denijs-Westrem), die ook voor aansluiting met de Kortrijksesteenweg (N43) zorgt. Langs de B402 ligt de Maaltekouter met de parkings voor Flanders Expo. Uiteindelijk sluit de weg aan op de R4. De rijrichtingen van de R4 lopen elk langs een oever van de Ringvaart en de Sint-Denijsbrug verbindt de B402 met de Binnenring, richting Zelzate; dit complex is in 2005 in gebruik genomen. De Sint-Denijsbrug was echter al begonnen in 1999 en grotendeels klaar in 2001, maar door onteigenings- en administratieve problemen heeft de bouw van de aansluitingswegen veel langer aangesleept dan voorzien.
De weg is een belangrijk element in de discussie over mobiliteitsplannen voor Gent en omgeving. Enerzijds heeft de weg een functie als een van de verbindingen tussen de R4 en de E40, anderzijds kan de weg en de aansluiting met de E40 nu al verzadigd raken bij evenementen in Flanders Expo en bij een toevloed van bezoekers voor de IKEA-vestiging. Tevens kwam er in 2010 een verbindingsweg (Valentin Vaerwyckweg) van de Pégoudlaan naar de omgeving van het Sint-Pietersstation, meer bepaald de Koningin Fabiolalaan en nieuwe kantoorgebouwen die langs de spoorweg zouden komen, dit in het kader van het Project Gent-Sint-Pieters.
B101 · B102 · B201 · B202 · B401 · B402 · B403 · B404 · B501 · B601 · B602 · B901